# Jeff Hamilton
Jeffrey Robert Hamilton é um ex-jogador profissional de beisebol norte-americano.

## Carreira
Jeff Hamilton foi campeão da World Series 1988 jogando pelo Los Angeles Dodgers. Na série de partidas decisiva, sua equipe venceu o Oakland Athletics por 4 jogos a 1.